# فردریک استفورد
فردریک استفورد (انگلیسی: Frederick Stafford؛ ‏ ۱۱ مارس ۱۹۲۸ – ۲۸ ژوئیهٔ ۱۹۷۹) بازیگر اهل اتریش بود. وی بین سال‌های ۱۹۶۵ تا ۱۹۷۷ میلادی فعالیت می‌کرد.
از فیلم‌ها یا مجموعه‌های تلویزیونی که وی در آن‌ها نقش داشته‌است، می‌توان به اسبان سپید تابستان و قاتلان ویژه اشاره نمود.